# Velika nagrada Estorila 1937
Velika nagrada Estorila 1937 je bila šestnajsta neprvenstvena dirka za Veliko nagrado v sezoni 1937. Odvijala se je 15. avgusta 1937 v portugalskem mestu Estoril. 

## Rezultati

### Dirka
| Poz | Št | Dirkač                           | Moštvo    | Dirkalnik        | Krogi | Čas/Odstop  | Št. m. |
| --- | -- | -------------------------------- | --------- | ---------------- | ----- | ----------- | ------ |
| 1   | 1  | Manuel Cândido Pinto de Oliveira | Privatnik | Ford V8          | 30    | 97.415 km/h | 1      |
| 2   | 3  | Benedicto Lopes                  | Privatnik | Alfa Romeo Monza | 29    | +1 krog     | 4      |
| 3   | 7  | Conde de Monte Real              | Privatnik | Bugatti T35C     | 28    | +2 kroga    | 2      |
| Ods | 9  | Teddy Rayson                     | Privatnik | Maserati 4CM     | 18    | Trčenje     | 5      |
| Ods | 4  | Henrique Lehrfeld                | Privatnik | Bugatti T35B     | 11    | Okvara      | 3      |